# Каценельсон, Ицхок
Ицхок Каценельсон (идиш יצחק קאצענעלסאן‎ — И́цхок Кацене́лсон; 1 июля 1886 — 1 мая 1944) — еврейский переводчик, поэт и драматург. Писал на идише.

## Биография
Родился в Кореличах, ныне Гродненской области, недалеко от Минска 1 июля 1886 года, в семье педагога и публициста Я. Бен-Ямини. Вскоре после рождения семья Каценельсона переехала в Лодзь. Основал детский сад в Лодзи. После начала Второй мировой войны вместе с женой и двумя сыновьями бежал в Варшаву, там попал в гетто, сотрудничал с сионистским подпольем.
14 августа 1943 года его жену и двоих из сыновей депортировали в Треблинку, где они были убиты. Кацнельсон принял участие в восстании в гетто, включая боевые действия. В мае 1943 года подпольщики снабдили Каценельсона и его сына документами граждан Гондураса. С этими документами он был интернирован во Францию, а оттуда 29 апреля 1944 года депортирован в Освенцим.
Убит 1 мая 1944 года в Освенциме.

## Творчество

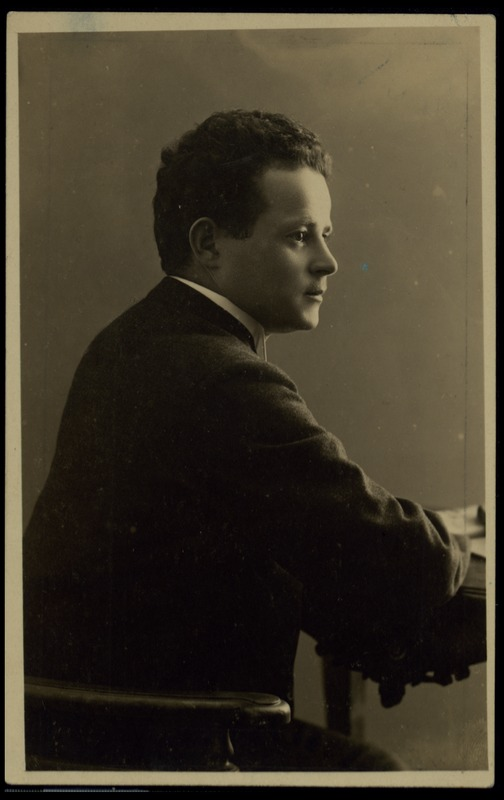
И. Кацнельсон в 1908 году

В историю поэзии XX века И. Каценельсон вошёл главным образом как автор «Песни об убиенном еврейском народе», ставшей памятником духовного сопротивления евреев в безнадежности Холокоста. По этому произведению З. Раздолина написала «Реквием о катастрофе», который в 1997 году был записан в инструментальной версии Моравским филармоническим оркестром.